# Ciranda de Pedra (livro)
Ciranda de Pedra é um livro de Lygia Fagundes Telles, publicado em 1954, que depois seria utilizado como base de duas telenovelas homônimas da Rede Globo, em 1981 e em 2008, lembrando que a mais recente versão não é um remake daquela exibida em 1981.
A história acontece aproximadamente entre as décadas de 1940/1950, em São Paulo, e explora as características psicológicas dos personagens.

## Enredo
Na obra, Virgínia, a protagonista, vive uma infância difícil com pais separados, sendo criada pela mãe, Laura, e seu médico neurologista, Daniel, que na verdade, descobre-se depois que é seu verdadeiro pai. Ela visita a mansão do ex-marido de sua mãe, Dr. Natércio, que todos acreditam ser seu pai, mas não consegue conviver bem com as irmãs Otávia e Bruna, que vivem com o Dr. Natércio e com os seus vizinhos: Letícia, Afonso e Conrado (pelo qual nutre uma paixão).
Virgínia sempre compara Otávia, Bruna, Letícia, Afonso e Conrado com uma fonte existente no jardim da casa de Natércio, rodeada por uma ciranda de anões de pedra, pois esses, da mesma forma, nunca aceitam mais um na ciranda. Com a morte de Laura, Virgínia é internada num colégio de freiras, onde é um pouco "perseguida" pelas mesmas. Ao se formar, volta para a mansão do Dr. Natércio como uma nova pessoa, adulta e amadurecida. Virgínia então descobre as várias fraquezas humanas das pessoas que, na infância, ela considerava semi-deuses, e perante as quais um dia ela teve sentimento de inferioridade. Descobre, por exemplo, que Conrado, sua antiga paixão, que ela sempre imaginava como amante de sua irmã Otávia, era impotente. Descobre também várias fraquezas e defeitos de suas irmãs (adultérios, desvios de caráter), descobre a homossexualidade de Letícia etc.
Vírginia se afasta de todos, decidindo fazer uma viagem, e deixa Conrado, após viver com ele uma tarde de amor platônico.